# Марцін Строїнський
Марцін (Мартин) Строїнський (пол. Marcin Stroiński; 1735 — 1800) — львівський художник, молодший брат Станіслава Строїнського, з яким навчався у Римі. У 1763 році проводив опис і оцінку картин за дорученням члена колегії 40-ка мужів Юзефа Стронського. У 1761 році одружився з Анною Подлегальською (за іншими даними, його дружину звали Агнешка; 1763 року хрещеними батьками їх дитини стали Петро Полейовський та його сестра Розалія, дружина скульптора Антонія Осінського).
Вважається автором:
- розписів у костелі святого Мартина, Львів[5]
- розписи костелу кларисок (нині музей сакральної барокової скульптури Пінзеля), Львів[6]
- розпису вівтарів та їх позолоти у костелі Внебовзяття Пресвятої Діви Марії, Наварія[7]
- він або брат Станіслав розписали інтер'єр костелу Різдва Пречистої Діви Марії і Святого Щепана у Золотому Потоці[8]
- працював від 26 січня 1768 р. до 4 січня 1778-го (з перервами) в латинській катедрі у Львові, де помалював[2] чотири вазони купола (1768), виконаних Матвієм Полейовським за контрактом від 23 травня 1766[9], та позолотив хрест,[2]
- виконав велику ікону Внебовзяття Пресвятої Діви Марії, яку розмістили на засуві в головному вівтарі латинської катедри у Львові, за що отримав 540 злотих (1769)[10]; однак вона не влаштувала В. Сераковського, який доручив своєму надвірному маляру Антоніо Тавеллі створити іншу, яку своєю чергою в другій половині ХІХ ст. замінила робота Мартина Яблонського.[11]